# No Time to Chill
No Time to Chill je páté studiové album německé skupiny Scooter. Bylo vydáno roku 1998 a je na něm 12 písniček.

## Seznam skladeb
| Pořadí         | Název                     | Délka |
| -------------- | ------------------------- | ----- |
| 1.             | Last Warning              | 0:56  |
| 2.             | How Much Is the Fish?     | 3:45  |
| 3.             | We Are The Greatest       | 5:08  |
| 4.             | Call Me Mañana            | 3:54  |
| 5.             | Don't Stop                | 3:39  |
| 6.             | I Was Made For Lovin' You | 3:32  |
| 7.             | Frequent Traveller        | 3:35  |
| 8.             | Eyes Without A Face       | 3:17  |
| 9.             | Hands Up                  | 4:05  |
| 10.            | Everything's Borrowed     | 5:13  |
| 11.            | Expecting More From Ratty | 4:10  |
| 12.            | Time And Space            | 4:49  |
| Celková délka: | Celková délka:            | 46:03 |

## Zajímavosti
- „Call Me Mañana“ vzorkuje píseň „James Brown is Dead“ od nizozemského rave dua L.A. Style.
- „I Was Made For Lovin' You“ je cover skladby z roku 1979 od Kiss.
- „Eyes Without A Face“ původně napsal Billy Idol.
- „Expecting More From Ratty“ je první zmínka o pseudonymu Ratty, který později skupina užívala a pod kterým vydala dva singly a několik remixů.